# Hospital Interzonal General de Agudos Presidente Perón

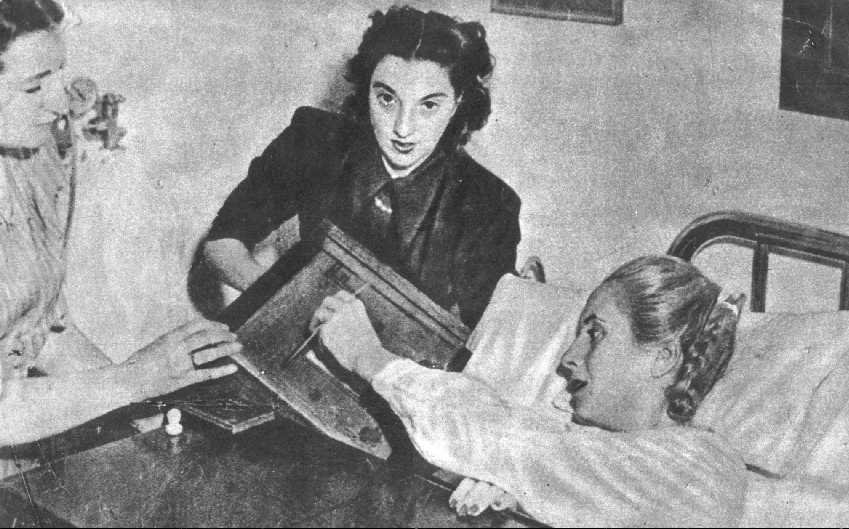
Eva Perón vota en la elección de 1951, internada en este hospital.

El Hospital Interzonal General de Agudos “Presidente Perón” (llamado también Hospital Presidente Perón a secas, Policlínico Presidente Perón, o según su nombre anterior Hospital Finochietto) es un centro de salud pública que pertenece a la Provincia de Buenos Aires y se encuentra en la localidad de Sarandí, dentro del Partido de Avellaneda en la zona sur del Gran Buenos Aires.
Fue financiado en 1948, con la herencia de Enrique Finochietto -un destacado cirujano-, a través de su hermano Ricardo que organizó la Fundación «Enrique y Ricardo Finochietto». Fue inaugurado el 24 de febrero de 1951 en el marco del Plan de Salud desarrollado por el entonces Secretario de Salud Dr. Ramón Carrillo, con el apoyo de la Fundación de Ayuda Social María Eva Duarte de Perón. En su primera época se denominó Policlínico "Presidente Perón" y su primer Director fue el mismo Dr. Ricardo Finochietto.
En noviembre de 1951 fue operada allí Eva Perón y el día 11 del mismo mes, desde su habitación del hospital, votó por primera vez gracias a la reforma constitucional de 1949. Un año después, Evita moría en la residencia presidencial de Palermo.
El Dr. Ricardo Finochietto continuó dirigiendo la Escuela Quirúrgica Municipal para Graduados, hasta que fue dejado cesante en el Hospital Rawson por la dictadura autodenominada Revolución Libertadora (Argentina), por lo que continuó con su actividad quirúrgica y docente en ámbitos privados, falleciendo el 1° de abril de 1962 a los 74 años de edad. Poco después, en su honor, se le impuso su nombre al Hospital en Sarandí.
Actualmente, la institución recibe alrededor de 1.200 pacientes diarios, y acaba de ampliar su estructura al incorporar nuevos servicios de urología y proctología. En la década de 1990, recuperó el nombre Presidente Perón.
En junio de 2011 se inauguró un nuevo sector de internación del servicio de Cirugía, ubicado en el 3.er piso del edificio. El nuevo espacio contó con 14 habitaciones con 2 camas cada una, cuatro de las cuales son para personas discapacitadas, todas con baño privado, un office para cardiología y otro de enfermería con baño, una secretaría y una sala de médicos con baño. Tres meses después, se inauguraba la remodelación del segundo piso, donde se ubica el sector de clínica médica. Allí se construyeron 16 habitaciones denominadas “inteligentes” equipadas con oxígeno, aire comprimido y aspiración. Cada habitación tiene 2 camas, baño privado y televisión, y están decoradas con motivos artísticos. El nuevo piso contó además con un office para enfermería y 2 sectores destinados a los médicos del Servicio de Clínica Médica.